# 北京大学斯坦福中心
北京大学斯坦福中心是北京大学的一个研究中心，由美国斯坦福大学投资建立，该中心专门提供斯坦福师生在中国大陆进行研究和教育项目的基地，并且被誉为是“美国大学第一次在中国重点大学校园内设立的实体建筑”。

## 历史
20世纪80年代，北京大学和斯坦福大学开始建立了密切的交往和联系。
1994年，斯坦福大学开设了“斯坦福暑期汉语研修项目”，在暑假派遣留学生到北京大学学习。
2012年3月21日，斯坦福大学校长约翰·亨尼斯和美国驻华大使骆家辉举行了揭牌仪式，宣告北京大学斯坦福中心正式启动。

## 研究项目
北京大学斯坦福中心开设了十个研究项目，包括医学院亚洲肝脏中心、Bing海外学习项目、农村教育行动工程等。

## 建筑
北京大学斯坦福中心位于未名湖北岸，面积3350平方米，斯坦福大学投资了700万美元。  建筑主体是中式四合院，艺术为中国传统的糯米石灰浆技术，未用钉子与粘合剂，其室内的横梁上装饰着中式传统风景画及斯坦福校园风景，而地下则设两层为一流的教学设施和教室。